# Macikai

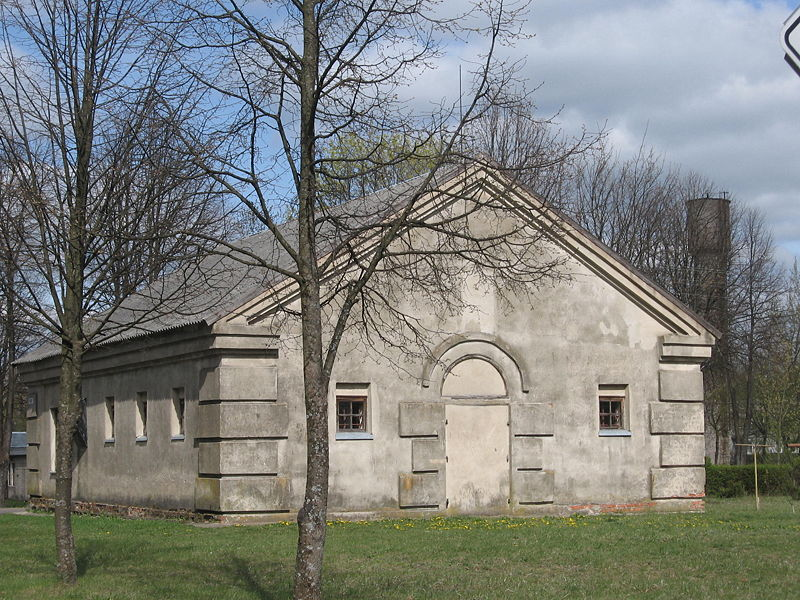
Le camp de prisonniers.

Macikai (Matzicken, en allemand) est un village de la paroisse de Šilutė (lt), dans la municipalité de district éponyme de l'apskritis de Klaipėda, en Lituanie.

## Géographie
Macikai est situé dans la plaine côtière, à 2,49 km à l'est de Šilutė. Le Šyša (lt) coule au nord-ouest de la limite du village. Celui-ci est à 6 m d'altitude.

## Histoire
Macikai est habité durant l'Antiquité, à l'époque romaine. On y a découvert une broche de type Almgren 72. Un cimetière est utilisé de la fin du IIe siècle jusqu'au IVe siècle, puis réutilisé aux XIIe et XIIIe siècles.
Le village de Macikai est mentionné à partir du XVIe siècle. Il est célèbre pour sa brasserie. De 1818 à 1945, Matzicken fait partie de l'arrondissement d'Heydekrug dans le district de Gumbinnen au sein de la province de Prusse-Orientale. En 1924, le Ministère lituanien de la Défense achète un des bâtiments anciens de Macikai, qui est transformé en caserne. Le 2e bataillon du 7e régiment d'infanterie y est stationné.
En 1939, les nazis transforment la caserne en camp de prisonniers de guerre, le Stalag 1A. À partir de 1944, après l'occupation de la Lituanie par l'Union soviétique, le camp de Macikai accueille des prisonniers de guerre allemands. De 1948 à 1955, le camp est un des plus grands du goulag en Lituanie. Il porte le numéro 3 et abrite jusqu'à 3 000 détenus, dont un tiers de Lituaniens. Le poète Pranas Genys (lt) y meurt. Le camp est transformé, en 1995, en Musée des exilés et prisonniers politiques.

## Administration

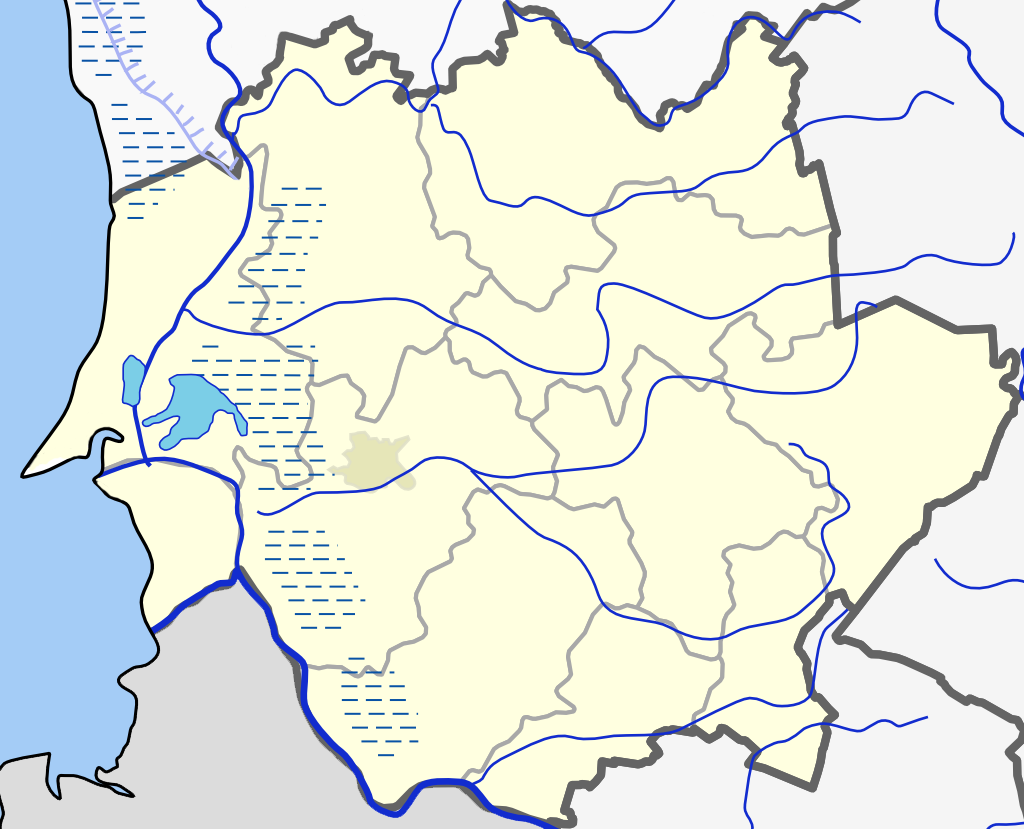
Municipalité du district de Šilutė.

De 1722 à 1950, Macikai fait partie de la paroisse de Šilutė (lt). De 1950 à 1995, il est dans la seniūnija de Jonaičių (lt), du district de Šilutė. À partir de 1995, il est rattaché à la paroisse de Šilutė (lt), dans la municipalité du district de Šilutė.
Le village est situé dans le fuseau horaire GMT+2.

## Démographie
En 2007, Macikai compte 800 habitants.
| 1905 | 1925 | 1959 | 1970 | 1979 | 1986 | 1989 | 2001 | 2007 |
| ---- | ---- | ---- | ---- | ---- | ---- | ---- | ---- | ---- |
| 25   | 55   | 448  | 724  | 674  | 883  | 724  | 967  | 800  |

## Transports
On accède à Macikai, par la route, par un embranchement sur la route 165. La gare de chemin de fer la plus proche est celle de Šilutė, à 2 km. L'aéroport le plus proche est l'aéroport international de Palanga, à environ 74 km.

## Dénomination
La dénomination du village change avec le cas, en lituanien.
| Cas          | Nom       |
| Nominatif    | Macikaĩ   |
| Génitif      | Macikų̃    |
| Datif        | Macikáms  |
| Accusatif    | Mãcikus   |
| Instrumental | Macikaĩs  |
| Vocatif      | Macikuosè |

## Personnalités liées au village
- L'écrivain et dramaturge allemand, d'origine néerlandaise, Hermann Sudermann (mort le 21 novembre 1928) naît le 30 septembre 1857 à Matzicken, alors en province de Prusse-Orientale.
- Vytautas Kamantas (lt), ingénieur en mécanique émigré aux États-Unis est également né à Macikai.
- Le poète Pranas Genys (lt) est mort au camp de concentration de Macikai.

## Sites et monuments

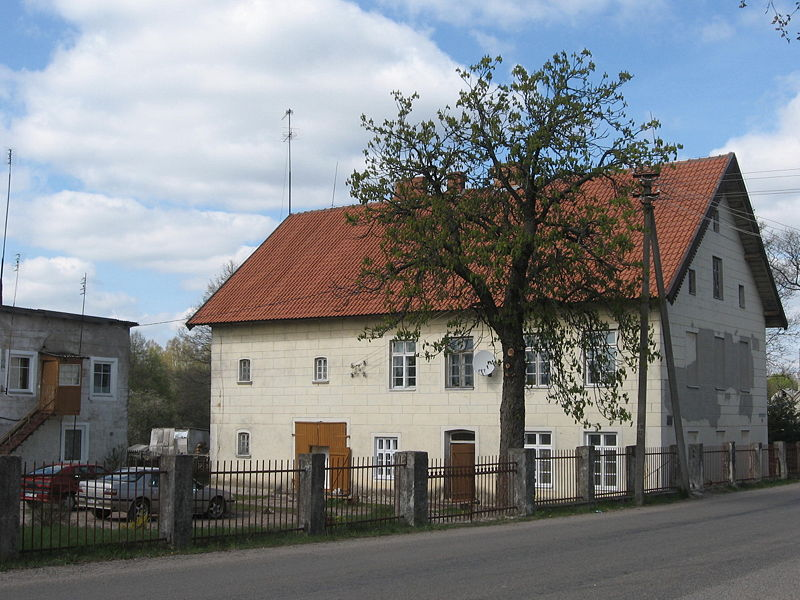
Musée H .Sudermann.

Le camp de Macikai (lt) héberge le Musée des exilés et prisonniers politiques. On peut également visiter le cimetière du camp, où se trouve un monument, érigé en 1996, à la mémoire des prisonniers morts en détention. Le musée-mémorial H. Sudermann est créé, en 1984, dans sa maison natale, l'ancien manoir de Macikai.

## Tourisme
Les hôtels les plus proches de Macikai sont à Šilutė, à 2,1 km.